# Saúde
Saúde és un barri de la Zona Central del municipi de Rio de Janeiro, al Brasil. Es localitza a la vora de la badia de Guanabara, a la Zona Portuària. Limita amb els barris de Centro i Gamboa. Després de Zumbi, és el més petit de la ciutat. La seva franja nord pertany al Port de Rio de Janeiro. Les seves parts més antigues es caracteritzen per les seves cases colonials i per magatzems del segle xviii. Al segle XXI ha estat objecte d'un pla de rehabilitació mitjançant el projecte Port Meravella i del Tramvia de Rio de Janeiro. Acull diversos llocs de valor històric, cultural i religiós, com el Moll de Valongo, la Pedra de la Sal i el parc Jardí Penjant de Valongo.

## Etimologia
En portuguès, saúde significa salut. El barri va rebre aquest nom a causa d'una promesa que un ric comerciant portuguès anomenat Manuel Negreiros li va fer a la mare de Déu de la Salut si salvava a la seva esposa. Per complir-la, el 1742 va construir l'església de nostra Senyora de la Salut sobre un pujol de granit rocós, que aleshores constituïa el moll.
L'església va ser recentment recuperada pel Banc Nacional de Desenvolupament Econòmic i Social (BNDES) i per la Mitra de l'Església catòlica Brasilera. L'església no es troba a Saúde, sinó en el número 52 del carrer Silvino Montenegro del veí barri de Gamboa.

## Història

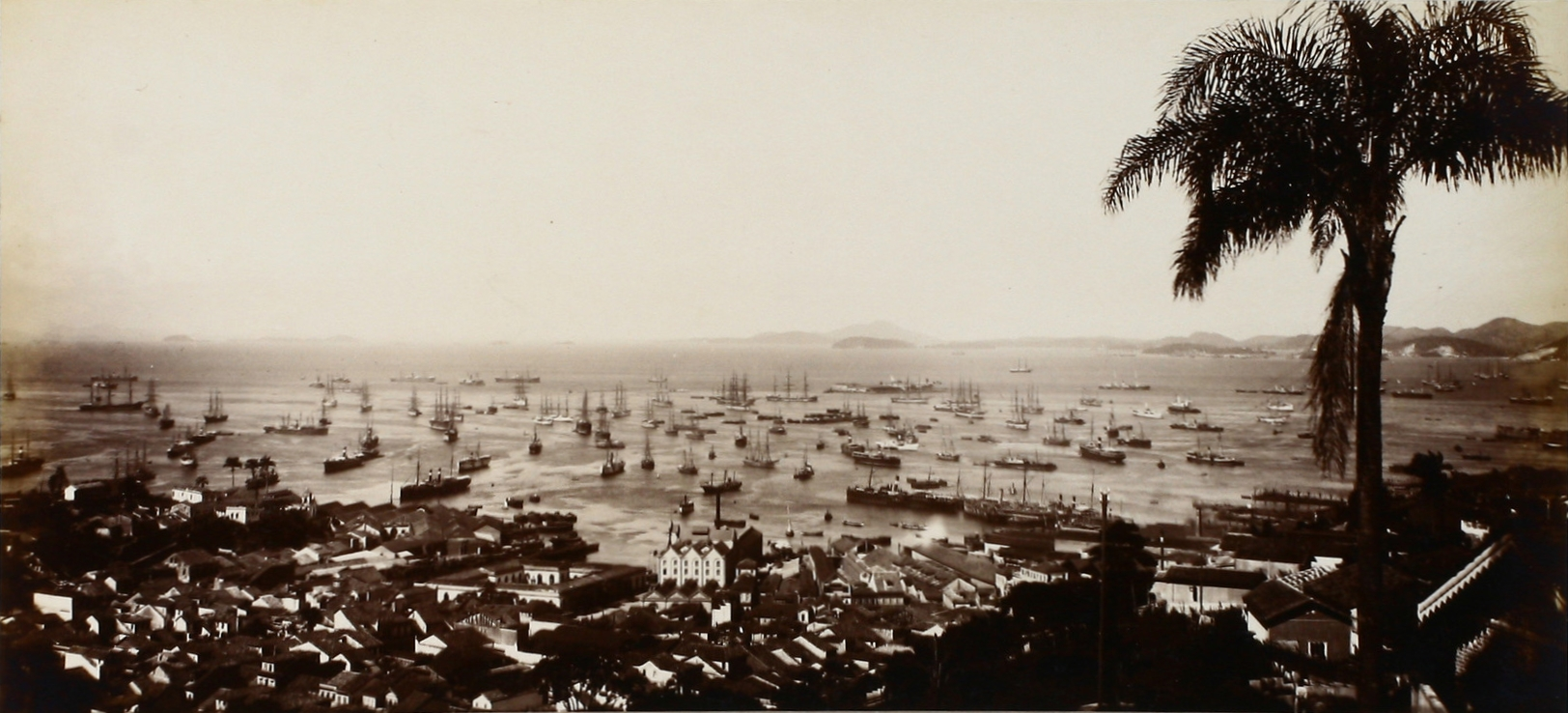
Saúde el 1888. Foto de Marc Ferrez.

Saúde va sorgir durant la Colònia, als segles xvii i xviii. Des d'aleshores existia una capella que, després de successives reformes, va donar origen a l'actual església de San Francisco da Prainha. El morro de la Concepció, així com la fortalesa amb el mateix nom, es troba al barri. Construïda el 1713 en un lloc elevat i estratègic, aquesta era una de les principals proteccions de la ciutat.
La regió del moll de Valongo, a partir de 1774, va ser el punt de desembarcament d'esclaus negres a la ciutat, substituint la Plaça XV de Novembre. A la regió de la Pedra de la Sal s'efectuava desembarcament de sucre, sal i altres productes. El 1843, el moll de Valongo va ser reurbanitzat per rebre la princesa Teresa Cristina, la promesa de l'emperador brasiler Pere II del Brasil. Per això, el lloc va ser rebatejat com a moll de la Princesa. El 1906, va ser construït el Jardí Suspès de Valongo.
A la fi del segle XIX i inici del segle xx, el barri formava part de l'anomenada "Petita Àfrica", regió de la ciutat que concentrava els afrodescendents i que va tenir un important paper en la gènesi de la samba carioca. El valor econòmic dels barris Saúde, Gamboa, Santo Cristo i Caju està en el seu posicionament estratègic, esperant la rehabilitació de la Regió Portuària; existeixen grans empreses buscant ocupar aquestes àrees, amb la finalitat d'atreure fonts d'activitat econòmica.
En l'inici del segle XXI, treballs d'excavació arqueològica han tret a la llum, les restes dels caus de Valongo i de l'Emperatriu, que estaven enterrats.

## Patrimoni cultural i arquitectònic
Saúde acull, juntament amb Gamboa, Santo Cristo, Centro i Caju un important patrimoni urbà: la Regió Portuària de Rio de Janeiro. Actualment, existeixen diversos projectes per rehabilitar aquesta zona pels governs federal, provincial i municipal, esperant-se encara un acord amb la iniciativa privada. Es destaca important patrimoni arquitectònic i cultural existent al barri:
- Centre Cultural de Saúde

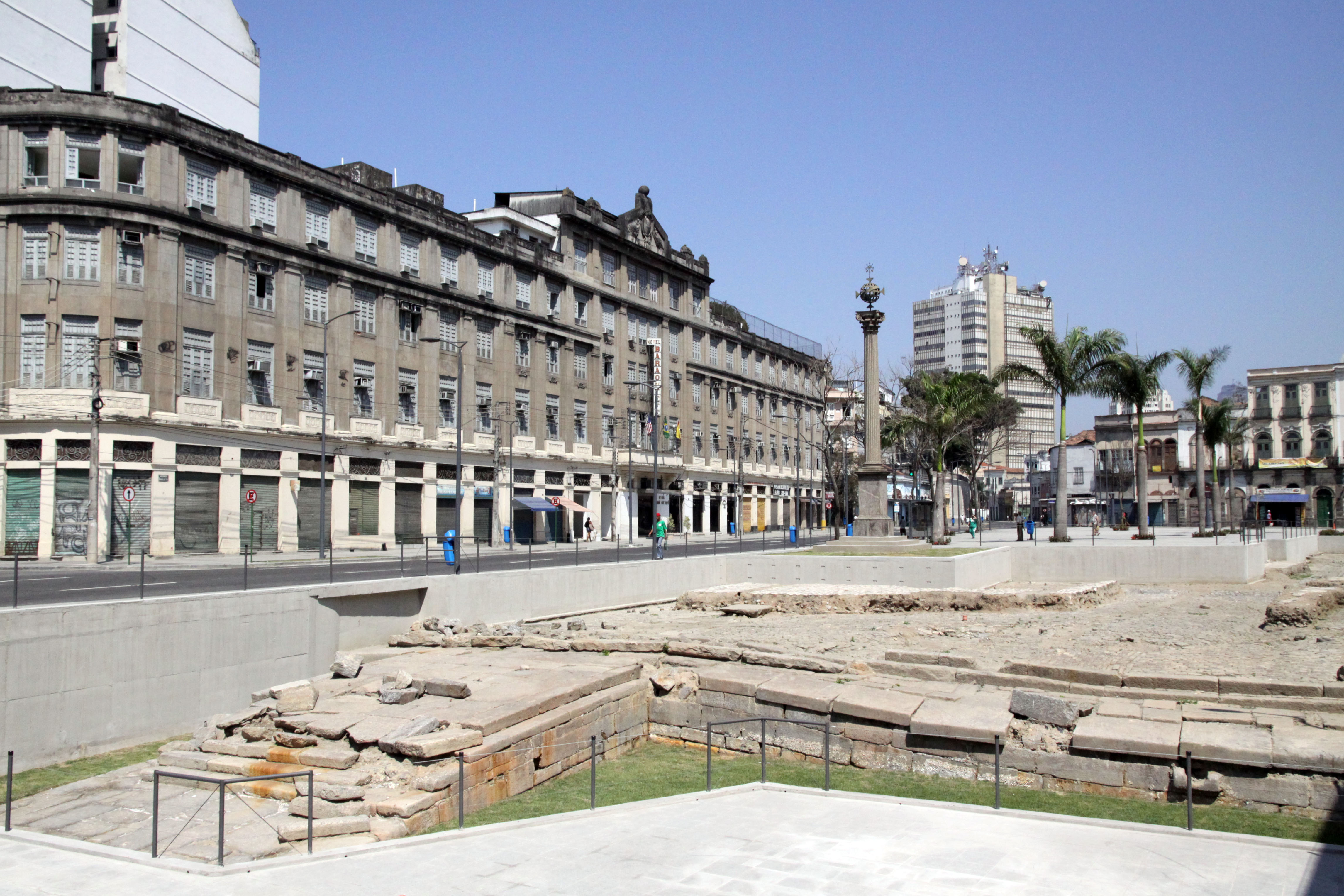
Moll de Valongo, el major port d'esclaus del.

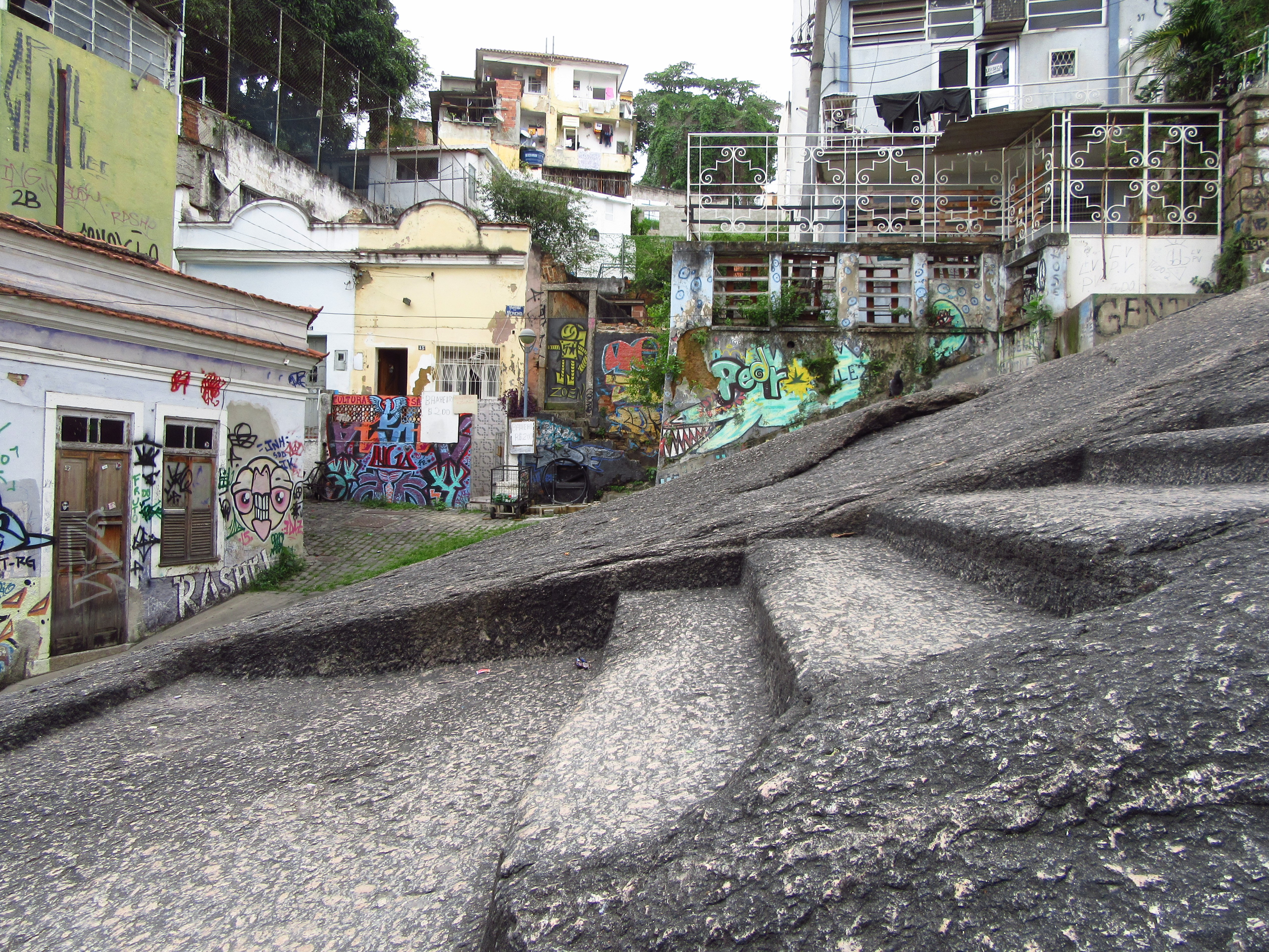
Pedra do Sal.

- Centre Cultural de l'Acció de la Ciutadania (Cecaci)
- Centre Comercial del largo de la Prainha
- Conjunt Residencial de la Prainha
- Escala de Pedra Tallada
- Espai Cultural Heloneida Studart del Consell Provincial dels Drets de la Dona
- Fortalesa de nostra Senyora de la Concepció
- Església de San Francisco de la Prainha
- Institut SAGAS de Preservació de Casarios i Edificis de la Salut
- Jardí Suspès de Valongo
- Moll de Valongo
- Largo João de la Baiana
- Observatori Nacional de Valongo
- Pedra do Sal
- Ruïnes de la Bateria de Saúd
- Seu de l'Institut Oceanogràfic de l'Exèrcit de Brasil
- Teatre Magatzem Utopia